# Pseudocoenosia brevicauda
Pseudocoenosia brevicauda är en tvåvingeart som beskrevs av Huckett 1936. Pseudocoenosia brevicauda ingår i släktet Pseudocoenosia och familjen husflugor. Inga underarter finns listade i Catalogue of Life.